# أندريا غريتي
أندريا غريتي (1455 - ديسمبر 1538) دوق جمهورية البندقية من 1523 إلى 1538 ، بعد مهنة دبلوماسية وعسكرية متميزة.

## روابط خارجية
- نسخة محفوظة December 8, 2004, على موقع واي باك مشين.

| المناصب السياسية     | المناصب السياسية       | المناصب السياسية |
| -------------------- | ---------------------- | ---------------- |
| سبقه أنطونيو غريماني | دوق البندقية 1523–1538 | تبعه بيترو لاندو |